# Führungsunterstützungsbrigade 41
Koordinaten: 47° 30′ 44,6″ N, 8° 31′ 30,4″ O; CH1903: 681842 / 262970

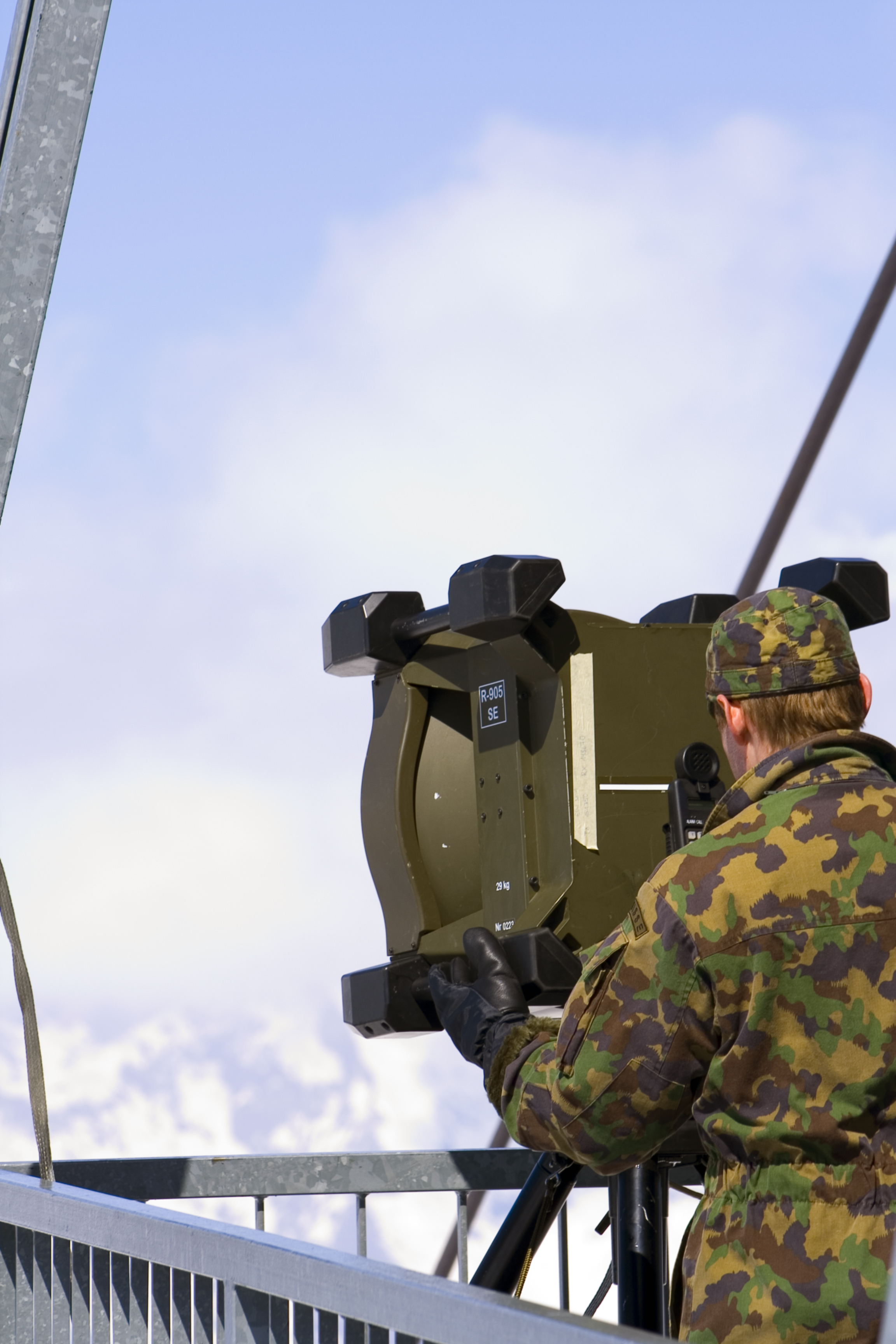
Richtstrahlanlage R-905 der Schweizer Armee

Die Führungsunterstützungsbrigade 41 (FU Br 41) ist die grösste Brigade der Schweizer Armee. Der Führungsunterstützungsbasis (FUB) unterstellt, betreibt sie geschützte Führungsanlagen (Hauptquartiere) und stellt modernste Kommunikations- und Informationssysteme für die Führung von militärischen und subsidiären Einsätzen bereit. Zudem erbringt sie Dienstleistungen im Bereich Kryptologie, Übersetzen und Dolmetschen (Sprachspezialisten).
Die Brigade wurde im Rahmen der Armeereform XXI per 1. Januar 2004 gegründet. Nachdem sie jahrelang von Bern aus geführt worden war, ist das Kommando der FU Br 41 per 1. April 2009 nach Bülach in die dortige Kaserne gezogen.
Geführt wird die FU Br 41 seit dem 1. April 2023 von Brigadier Martino Ghilardi. Sein Vorgänger war Brigadier Thomas A. Frey (1. Januar 2020 bis 31. März 2023).

## Führungsunterstützung
Der Begriff Führungsunterstützung (FU) umfasst sämtliche zur Führung von Einsätzen benötigten Infrastrukturen, Hilfsmittel und Dienstleistungen. Nutzern wird eine sichere und geschützte Arbeitsumgebung mit Kommunikations- und Informationssystemen bereitgestellt.  Die FU Br 41 ist in drei Bereiche unterteilt:
- Bereich Hauptquartier (HQ): Die Landesregierung und die Armee müssen in Katastrophen, Krisen und Konflikten, aber auch zur Sicherung von Grossanlässen die notwendigen Kräfte und Organisationen befehlen und koordinieren können. Dazu unterhalten und betreiben die HQ-Bataillone rund um die Uhr geschützte Führungsanlagen.
- Bereich Richtstrahl (Ristl): Zur möglichst schnellen Verarbeitung und sicheren Verteilung von Sprach-, Daten- und Bildinformationen betreiben die Richtstrahlbataillone Telekommunikations- und Informatiksysteme. Je nach Bedarf setzen sie fest installierte oder mobile Systeme ein.
- Bereich Elektronische Kriegführung (EKF): Als Mittel zur Gewinnung von sicherheitspolitisch und militärisch bedeutsamen Informationen dient die elektronische Aufklärung in modernen Konfliktsituationen. Die Fachspezialisten der EKF-Abteilungen arbeiten dazu mit Systemen, die das Aufspüren und Auswerten sowie das Stören fremder elektromagnetischer Emissionen (im Wesentlichen des drahtlosen Fernmeldeverkehrs) ermöglichen.

## Auftrag
Der Auftrag der FU Br 41 gliedert sich in vier Hauptaufgaben:
- Betreiben der Kommunikationsnetze der Armee
- Betreiben der Führungsanlagen der Landesregierung und der Armee
- Betreiben der Systeme für die Elektronische Kriegführung
- Bereitstellen der Dienstleistungen und Systeme für besondere Aufgaben (Informatik, Kryptologie und Sprachspezialisten)[4]

### Ehemaliger Auftrag
Die FU Br 41 betrieb den Botschaftsfunk bis zu dessen Stilllegung im Januar 2015.

## Einsätze
Hierbei kann es sich um rein militärische Einsätze in Krisen und Konflikten handeln, aber auch um Einsätze zur Unterstützung von zivilen Behörden in Katastrophen oder zur Sicherung von Grossveranstaltungen.
Bekannte Beispiele für Einsätze der FU Br 41 sind das World Economic Forum (WEF) in Davos und Fussball-Europameisterschaft 2008 (Euro'08) in Basel, Bern, Genf und Zürich. Aber auch die Patrouille des Glaciers, das Swiss Raid Commando (SRC) und die meisten grossen Übungen von Teilen der Schweizer Armee sind unterstützt worden.
Einen grossen Auftritt hatte die FU Br 41 zudem an der Comm’08, einer Ausstellung über den gesamten Bereich der militärischen Führungsunterstützung.
Beim Bergsturz von Bondo haben Angehörige der FU Ber Kp 104 das Warnsystem am Piz Cengalo wieder in Betrieb genommen. Dies hat die Aufräumarbeiten ermöglicht.

## Gliederung

### Weiterentwicklung der Armee (WEA)
Die Brigade gliedert sich per 1. Januar 2018 mit dem Inkrafttreten der  WEA wie folgt:
- Führungsunterstützungsbataillone (Stabsbat)
  - FU Br Stabsbat 41
- Elektronik- / Elektronische Kriegführungsabteilungen (Elo / EKF Abt)
  - Elo Abt 46
  - EKF Abt 51
  - EKF Abt 52
- Richtstrahlbataillone (Ristl Bat)
  - Ristl Bat 4 (Typ A + 2 MRS Kp)
  - Ristl Bat 16 (Typ B)
  - Ristl Bat 17 (Typ B)
  - Ristl Bat 21 (Typ B)
  - Ristl Bat 32 (Typ B)
- Hauptquartierbataillone (HQ Bat)
  - HQ Bat 11
  - HQ Bat 22
  - HQ Bat 25
- Führungsunterstützungsbereitschaftskompanie (FU Ber Kp)
  - FU Ber Kp 104
  - FU Ber Kp 204

### Armee XXI
Mit rund 12'000 Angehörigen war die FU Br 41 die grösste Brigade der Schweizer Armee während der Armee XXI. Gegliedert war sie neben dem Brigadestab in folgende 14 aktive Bataillone und Abteilungen:
- Führungsunterstützungsbataillone (FU Bat)
  - FU Bat 41
- Hauptquartierbataillone (HQ Bat)
  - HQ Bat 11
  - HQ Bat 22
  - HQ Bat 25
- Richtstrahlbataillone (Ristl Bat)
  - Ristl Bat 4
  - Ristl Bat 16
  - Ristl Bat 17
  - Ristl Bat 19
  - Ristl Bat 20
  - Ristl Bat 21
  - Ristl Bat 32
- Elektronische Kriegführungsabteilungen (EKF Abt)
  - EKF Abt 46
  - EKF Abt 51
  - EKF Abt 52
- Reserven
  - HQ Bat 27
  - Ristl Bat 22
  - Ristl Bat 23
  - EKF Abt 54

#### Führungsunterstützungsbereitschaftskompanie
Für Einsätze wird der FU Br 41 zudem die Führungsunterstützungsbereitschaftskompanie 104 (FU Ber Kp 104) unterstellt. Die FU Ber Kp 104 ist eine Durchdienerformation. Die Ausbildungsverantwortung der Kp trägt die Verbandsausbildung Telematik 61 welche dem Lehrverband Führungsunterstützung 30 angehört.

#### Aufgelöste Bataillone
Per Ende 2014 wurden 3 Bataillone aufgelöst: Ristl Bat 18, HQ Bat 23 und EKF Abt 53.

## Liste der Kommandanten
1. Willy Siegenthaler (1. Januar 2004 bis 30. Juni 2009)
2. Bernhard Bütler (1. Juli 2009 bis 30. Juni 2015)
3. Marco Schmidlin (1. Juli 2015 bis 30. Juni 2018)
4. Germaine Seewer (1. Juli 2018 bis 31. Dezember 2019)
5. Thomas A. Frey (1. Januar 2020 bis 31. März 2023)
6. Martino Ghilardi (seit 1. April 2023)